# Ewa Pobłocka
Ewa Pobłocka (ur. 21 listopada 1957 w Chełmnie) – polska pianistka i pedagog; laureatka V nagrody X Międzynarodowego Konkursu Pianistycznego im. Fryderyka Chopina w Warszawie (1980).

## Życiorys
Urodziła się w rodzinie Huberta Pobłockiego i Zofii Janukowicz-Pobłockiej, śpiewaczki i pedagoga.

### Wykształcenie muzyczne
Naukę gry na fortepianie rozpoczęła w wieku 5 lat u Krystyny Lewińskiej. Zadebiutowała na estradzie w 12 roku życia, akompaniując swojej matce w czasie jej tournée koncertowego w Polsce i za granicą. Naukę kontynuowała w Szkole Muzycznej II st. im. Fryderyka Chopina w Gdańsku-Wrzeszczu w klasie Jerzego Sulikowskiego, uzyskując dyplom z wyróżnieniem w 1976 roku.
Studia muzyczne podjęła w Akademii Muzycznej w Gdańsku w klasach prof. Zbigniewa Śliwińskiego i prof. Jerzego Sulikowskiego, które ukończyła z wyróżnieniem w 1981 roku. W latach 1979−1982 odbyła studia podyplomowe w Hamburgu pod kierunkiem Conrada Hansena. Dodatkowo korzystała z konsultacji artystycznych Jadwigi Sukiennickiej, Rudolfa Kerera (1977), Tatjany Nikołajewej (1981) i Marthy Argerich.
Od 2007 roku jest profesorem zwyczajnym w Akademii Muzycznej im. Feliksa Nowowiejskiego w Bydgoszczy w klasie fortepianu oraz profesorem tytularnym na stanowisku profesora nadzwyczajnego w Uniwersytecie Muzycznym Fryderyka Chopina w Warszawie.
W Bydgoszczy zasiada w jury Międzynarodowego Konkursu Pianistycznego im. I.J. Paderewskiego i odnosi sukcesy pedagogiczne. W 2003 roku została powołana do Rady Programowej Narodowego Instytutu Fryderyka Chopina.

### Działalność koncertowa
Występowała niemal we wszystkich krajach Europy, w obu Amerykach oraz w Japonii, Australii, Korei, Singapurze. Oklaskiwano ją m.in. w Herkules-Saal w Monachium, Musikhalle w Hamburgu, Auditorio Nacional w Madrycie, Barbican Centre i Wigmore Hall w Londynie, Musikverein w Wiedniu, Lincoln Center w Nowym Jorku, Glenn Gould Studio w Toronto. Była solistką London Symphony Orchestra, English Chamber Orchestra, Orchestra del Maggio Musicale Fiorentino, Bayerischer Rundfunkorchester, Niederösterreichisches Tonkünstlerorchester oraz czołowych orkiestr polskich, takich jak: Orkiestra Symfoniczna Filharmonii Narodowej w Warszawie, Sinfonia Varsovia, Narodowa Orkiestra Symfoniczna Polskiego Radia w Katowicach. Z zespołem Filharmonii Narodowej pod batutą Kazimierza Korda odbyła 5 zagranicznych tournée koncertowych (1984, 1989, 1990, 1992, 1998).
We wrześniu 1990 roku zainaugurowała Festiwal „Warszawska Jesień” koncertem fortepianowym Andrzeja Panufnika (było to pierwsze wykonanie tego utworu w Polsce). Dokonała także pierwszego nagrania płytowego tej kompozycji z London Symphony Orchestra, pod dyrekcją samego kompozytora. Utrwaliła również na płycie koncert fortepianowy Witolda Lutosławskiego z Narodową Orkiestrą Symfoniczną Polskiego Radia i TV w Katowicach pod dyrekcją kompozytora. W 1995 roku w Paryżu wykonaniem tego koncertu pianistka zainaugurował obchody 50-lecia istnienia UNESCO. Posiada liczne nagrania dla wielu radiofonii i wytwórni płytowych w kraju i za granicą. Pianistka chętnie wykonuje muzykę kameralną, występując z wybitnymi śpiewaczkami jako akompaniator (Olga Pasiecznik, Ewa Podleś, Jadwiga Rappé), a także z Kwartetem Śląskim. Koncertuje również w bydgoskiej Akademii Muzycznej oraz występuje z Orkiestrą Symfoniczną Filharmonii Pomorskiej.
Była jurorką XVII i XVIII Międzynarodowego Konkursu Pianistycznego im. Fryderyka Chopina w Warszawie. W 2021 opublikowana została jej książka wspomnieniowa pt. forte-piano

## Życie prywatne
Jej mężem jest Stanisław Leszczyński (ur. 1951), z którym ma dwie córki: Ewę Leszczyńską (ur. 1983), sopranistkę, i Marię Kamilę Leszczyńską (ur. 1998), wiolonczelistkę. Od 2013 razem z córkami występuje wspólnie pod szyldem „Multi Trio”.

## Film dokumentalny
„Wygrałam zakład... Ewa Pobłocka” (1992), Produkcja: Telewizja Polska (Warszawa)

## Nagrody i odznaczenia
- I nagroda na Międzynarodowym Konkursie Muzycznym im. G. Viottiego w Vercelli (Włochy) – 1977[11]
- Złoty medal na Międzynarodowym Festiwalu Młodych Laureatów w Bordeaux (Francja) – 1979
- V nagroda oraz nagroda Polskiego Radia za najlepsze wykonanie mazurków na X Międzynarodowym Konkursie Pianistycznym im. Fryderyka Chopina w Warszawie – 1980
- Nagroda artystyczna Ministra Kultury – 2004
- Krzyż Kawalerski Orderu Odrodzenia Polski – 2004
- Nagroda Prezydenta Miasta Gdańska „Neptuny” – 2007[12]
- Nagroda Prezydenta Miasta Gdańska w Dziedzinie Kultury z okazji 45-lecia pracy artystycznej – 2022[13]

## Upamiętnienie
W 2014 Poczta Polska wydała serię trzech znaczków „Trzy pokolenia muzyków”: na pierwszym Zofia Janukowicz-Pobłocka, śpiewaczka, na środkowym śpiewaczka z młodocianą pianistką, córką Ewą, na trzecim znaczku zespół „Multi Trio”.